# Nasty Little Thoughts
 (avril 2020).
Albums de Stroke 9
Bumper to Bumper
(1995) Rip It Off
(2002)
Nasty Little Thoughts est le troisième album studio du groupe de rock alternatif californien Stroke 9, sorti en septembre 1999 sur le label Universal Records.

## Liste des titres
| 1.    | Letters               | 3:59 |
| 2.    | City Life             | 3:58 |
| 3.    | Little Black Backpack | 3:43 |
| 4.    | Tail of the Sun       | 4:04 |
| 5.    | Washin' + Wonderin'   | 4:04 |
| 6.    | Make It Last          | 3:58 |
| 7.    | Are You In This?      | 3:19 |
| 8.    | Not Nothin'           | 3:30 |
| 9.    | One Time              | 3:21 |
| 10.   | Down                  | 4:23 |
| 11.   | Angels                | 4:25 |
| 12.   | Tear Me In Two        | 5:13 |
| 47:57 |                       |      |